# L'Enfant phare
Albums de Claude Nougaro
The Best de Scène
(1995) Hombre et Lumière
(1998)
L'Enfant Phare est un album studio de Claude Nougaro sorti en 1997. 
Il a reçu le Grand Prix du Disque de l’Académie Charles-Cros en 1999.

## Autour de l'album
- Référence originale : Philips 534997 2

L'album est réalisé par Phil Delire ; sauf L'enfant phare réalisé par Phil Delire et Eddy Louiss.

## Liste des titres
| 1.  | L'enfant phare                        | Claude Nougaro     | Eddy Louiss                                                                                            | 4:16 |
| 2.  | Bras dessus bras dessous              | Claude Nougaro     | Jean-Marie Ecay                                                                                        | 4:10 |
| 3.  | Comme l'hirondelle                    | Claude Nougaro     | Claude Nougaro - Eddy Louiss                                                                           | 3:56 |
| 4.  | Une rivière des Corbières             | Claude Nougaro     | Laurent Vernerey                                                                                       | 2:50 |
| 5.  | Si cigales m'étaient contées          | Claude Nougaro     | Jean-Marie Ecay                                                                                        | 5:00 |
| 6.  | Beaucoup de vent                      | Claude Nougaro     | Loïc Pontieux                                                                                          | 4:20 |
| 7.  | Don Quichotte et Sancho               | Claude Nougaro     | Arnaud Dunoyer                                                                                         | 3:50 |
| 8.  | Allez les verts                       | Claude Nougaro     | Aldo Romano                                                                                            | 3:20 |
| 9.  | Tic-tac                               | Claude Nougaro     | Loïc Pontieux - Laurent Vernerey - Jean-Marie Ecay - Arnaud Dunoyer - Denis Benarrosh - Maurice Vander | 3:45 |
| 10. | Avec les anges                        | Alexandre Breffort | Marguerite Monnot                                                                                      | 4:00 |
| 11. | Les pas                               | Claude Nougaro     | Claude Nougaro - Loïc Pontieux - Laurent Vernerey - Jean-Marie Ecay - Arnaud Dunoyer - Denis Benarrosh | 3:27 |
| 12. | J'ai perdu le Montblanc dans la neige | Claude Nougaro     | Arnaud Dunoyer                                                                                         | 3:20 |
| 13. | La planète bleue                      | Claude Nougaro     | Maurice Vander                                                                                         | 2:50 |
| 14. | Le rocher de Biarritz                 | Claude Nougaro     | Eddy Louiss                                                                                            | 3:30 |

## Musiciens
- Loïc Pontieux : batterie
- Laurent Vernerey : basse, chœurs
- Jean-Marie Ecay : guitare électrique, guitare acoustique, oud
- Arnaud Dunoyer : piano wurlitzer, clavinet, piano électrique Fender Rhodes, piano acoustique, synthés, orgue, Minimoog, triangle, balafon, arrangements des cordes
- Denis Benarrosh : percussions
- Eddy Louiss : orgue, piano acoustique, arrangements des cuivres et rythmique
- Patrick Mortier : trompette, bugle
- Jef Coolen : trompette
- Pietro Lacirignola : saxophone alto
- Dieter Limbourg : saxophone alto
- Eddy de Vos : saxophone ténor, clarinette
- Henri Ylen : saxophone ténor
- Marc Godfroid : trombone
- Lode Mertens : trombone
- Johan Vandendriessche : flûte
- José Fontaine : tuba-basse
- Maurice Vander : piano acoustique
- Garvyn Wright, Wilf Gibson, Miffy Hirsch, Boguslav Kostecki, Jim Mc Leod, Ben Cruft, Pat Kiernan, Jackie Shave : violon
- Peter Lale, Philip Dukes, Garfield Jackson : Alto
- Tony Pleeh, Martin Loveday, Paul Kegg : violoncelle